# Ipiranga Atlético Clube
Ipiranga Atlético Clube foi um clube poliesportivo brasileiro da cidade de Anápolis, no estado de Goiás.

## História
O Ipiranga Atlético Clube foi fundado no dia 15 de novembro de 1952. Era carinhosamente chamado pelos seus torcedores de Gigante do Jundiaí. O primeiro jogo de uniforme foi doado pela Associação Atlética Anapolina. Os "ipiranguistas" também criaram uma rivalidade ferrenha com o Anápolis Futebol Clube.
Disputou pela primeira vez o Campeonato Goiano de 1953.
Em 1957 o Ipiranga disputou um torneio contra o Goiás, Anápolis e a Anapolina. O time acabou por se classificar a final, mas teve uma excursão. A Anapolina, usando as camisas do Ipiranga, vence o Anápolis na final por 3x2.
Nos anos de 1959 e 1962, o Ipiranga ganha dois títulos da cidade de Anápolis.
Disputou pela última vez o Campeonato Goiano em 1978.

### Atletismo
Em 2008, foi criada a equipe de atletismo do Ipiranga Atlético Clube, extinta em agosto de 2017. Revelaram atletas como Juliano da Silva, Herley Gomes Hilário e Gabriel Douglas Durans Araujo. A última competição disputada pelo clube foi o Campeonato Goiano Sub-16, realizado no dia 19 de agosto de 2017 na pista de atletismo da UFG, onde ganharam o título como equipe.[carece de fontes?]

## Títulos
| Municipal         | Municipal                            | Municipal | Municipal                                      |
|                   | Competição                           | Títulos   | Temporadas                                     |
| ----------------- | ------------------------------------ | --------- | ---------------------------------------------- |
|                   | Citadino de Anápolis                 | 8         | 1957, 1959, 1961, 1962, 1963, 1964, 1968, 1975 |
|                   | Taça Cidade de Anápolis              | 2         | 1968, 1972                                     |
|                   | Torneio Início de Anápolis           | 1         | 1962                                           |
| Outras conquistas |                                      |           |                                                |
|                   | Competição                           | Títulos   | Temporadas                                     |
|                   | Torneio Cinquentenário de Anápolis   | 1         | 1957                                           |
|                   | Torneio Carlos Ribeiro do Nascimento | 1         | 1960                                           |
|                   | Torneio Imprensa de Anápolis         | 1         | 1964                                           |
|                   | Torneio Osires Teixeira              | 1         | 1968                                           |

TÍTULOS
| COMPETIÇÕES                                   | TITULOS | TEMPORADAS                                |
| Campeonatos Goianos CAIXA de Atletismo Sub-16 | 6       | 2012, 2013, 2014, 2015, 2016 e 2017       |
| Campeonatos Goianos CAIXA de Atletismo Sub-18 | 6       | 2012, 2013, 2014, 2015, 2016 e 2017       |
| Campeonatos Goianos CAIXA de Atletismo Sub-20 | 4       | 2014, 2015, 2016 e 2017                   |
| Campeonatos Goiano CAIXA de Atletismo         | 5       | 2012, 2013, 2014, 2015 e 2016             |
| Jogos Abertos de Anápolis                     | 7       | 2011, 2012, 2013, 2014, 2015, 2016 e 2017 |
| 32ª Copa Sesc                                 | 1       | 2013                                      |